# Josep Andreu i Abelló
Josep Andreu i Abelló (Montblanc, 8 de novembre de 1906- Madrid, 31 de maig de 1993) fou un advocat i polític català. Era fill d'una família de propietaris de terres, el seu pare Josep Andreu i Cabestany natural de Montblanc, la seva mare Josepa Abelló i Pascual natural de Reus i tenia per germans Carles Andreu i Abelló i Antoni Andreu i Abelló. Alhora, és oncle de Josep Andreu i Domingo. Fou President del Tribunal de Cassació durant la Generalitat republicana. Com a parlamentari elegit el 1977 fou membre de la Comissió dels Vint que redactà l'avantprojecte d'Estatut d'Autonomia de Catalunya de 1979.

## Biografia

### Segona República i Generalitat republicana
Va estudiar dret a Barcelona, però un cop fou advocat va exercir a Reus, on tingué com a passant a Josep Solé i Barberà. Va militar a les Joventuts Nacionalistes i al Foment Nacionalista Republicà del qual va ser president a Reus el 1930. El 1931 va participar en la fundació d'ERC.
El 1932 fou diputat per Tarragona i va participar en l'aprovació de l'Estatut. El 1934 actuava com un dels advocats defensors dels processats pels Fets del 6 d'octubre.
El 1936 fou nomenat president de l'Audiència Territorial de Catalunya i del Tribunal de Cassació (on va contractar com a secretari al seu amic Poblet i Guarro). També fou president de l'Ateneu Barcelonès des de finals de 1936 fins al 1939. Quan l'abril del 1937 la Generalitat va impulsar la gran investigació dels crims comesos des de l'inici de la guerra i la revolució, Andreu i Abelló va crear un tribunal especial per jutjar aquests casos i el posà sota la direcció de Josep Maria Bertran de Quintana. La investigació va fer aflorar nombrosos assassinats i s'identificaren els mateixos assassins. Dos dels anarquistes processats més importants foren Dionís Eroles i Aurelio Fernández, els quals foren cessats dels càrrecs del poder després dels Fets de Maig. Poc després, el 2 d'agost de 1937 Josep Andreu i Abelló patí un atemptat contra la seva vida. Les investigacions posteriors assenyalaren Eroles com a inductor de l'intent d'assassinat però no es va arribar a provar.
D'aquesta etapa cal dir també que fou president del Club Natació Reus Ploms (1934-1939).

### Trajectòria durant el franquisme
El 1939 va marxar a l'exili amb el president Lluís Companys, primer a París, després a Mèxic (via Nova York), establint-se finalment a la ciutat de Tànger (Marroc) el 1949. Allà va fundar i presidir el BIM (Banc Immobiliari del Marroc), després BIMM (Banc Immobiliari i Mercantil del Marroc), on va tenir per soci a l'advocat reusenc Antoni Pedrol Rius. Va treballar en la clandestinitat contra la dictadura franquista.
Va tornar a Catalunya el 1964 i va ser detingut o multat diverses vegades per la seva militància antifranquista. Va ser conseller a Banca Catalana. Va participar en la Coordinadora de Forces Polítiques, i a mitjans dels anys setanta promovia també l'Assemblea de Catalunya fent-ne el discurs inaugural. El 1976 va abandonar ERC i es va afiliar al Partit Socialista de Catalunya-Congrés i el 1978, després el del procés d'unificació, al Partit dels Socialistes de Catalunya.

### L'etapa democràtica
Fou elegit diputat del PSC per la circumscripció de Barcelona en les primeres eleccions democràtiques després del franquisme de 1977, i reelegit el 1979. El 1977 actuava de president de l'Assemblea de Parlamentaris. L'any 1978 presidí la Comissió dels Vint, que al parador de Sau, les Masies de Roda redactà l'avantprojecte de l'Estatut d'Autonomia de Catalunya de 1979. A l'any següent la Comissió dels 21, que va negociar-ne l'aprovació.
Entre el 1979 al 1986 fou senador (dues legislatures), i entre 1980 i 1984 fou diputat al Parlament de Catalunya. El 1984 va abandonar tots els càrrecs polítics.
Entre el 1977 i el 1985 tornà a ser el president de l'Ateneu Barcelonès.
Morí el 31 de maig de 1993 a Madrid, després d'una llarga malaltia. Fou enterrat al Cementiri de Reus.

## Fons personal
El seu fons personal es conserva a l'Arxiu Nacional de Catalunya. El fons conté la documentació generada i rebuda per Josep Andreu i Abelló, principalment sobre la seva activitat política a l'exili d'entre la qual cal destacar la relacionada amb el govern de la República a Mèxic i amb la JARE (Junta d'Auxili als Republicans Espanyols). També fruit de l'activitat política d'Andreu i Abelló cal remarcar la documentació relacionada amb el Parlament de Catalunya (Projecte d'Estatut d'Autonomia i Assemblea de Parlamentaris). Del conjunt de documentació que inclou el fons és especialment interessant la correspondència, procedent de diverses personalitats polítiques com ara Pere Bosch i Gimpera, Carles Pi Sunyer, Lluís Companys, Josep Tarradellas, entre d'altres.